# Adoretus ovalis
Adoretus ovalis är en skalbaggsart som beskrevs av Blanchard 1851. Adoretus ovalis ingår i släktet Adoretus och familjen Rutelidae. Inga underarter finns listade i Catalogue of Life.